# Anaspis kilimana
Anaspis kilimana là một loài bọ cánh cứng trong họ Scraptiidae. Loài này được Kolbe miêu tả khoa học năm 1898.